# Weight Watchers

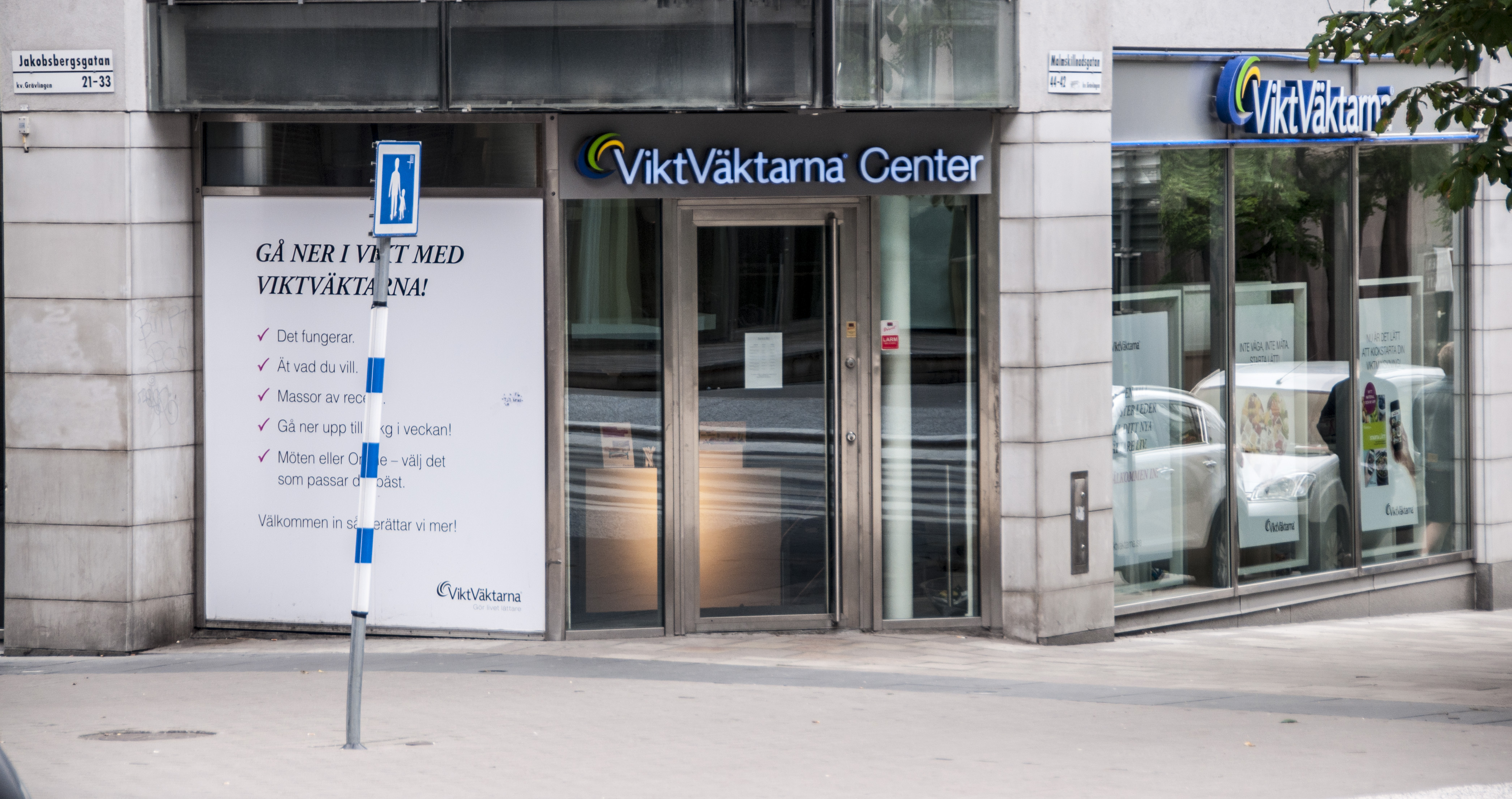
Viktväktarna Center i Stockholm.

Weight Watchers är ett amerikanskt företag som erbjuder produkter och tjänster som ska underlätta viktminskning. 
Företaget grundades 1963 av hemmafrun Jean Nidetch. 1978 sålde hon Weight Watchers till Heinz, som 1999 sålde företaget vidare till investmentbolaget Invus. Weight Watchers International introducerades på New York-börsen 2002. 
Företaget har i dag underavdelningar i cirka 30 länder i världen, ofta under namnet "Weight Watchers" översatt till det lokala språket - exempelvis Viktväktarna som etablerades 1972 i Sverige.
I maj 2025 begärdes den amerikanska avdelningen av Weight Watchers konkurs på grund av konkurrens från läkemedel mot övervikt.

## Effektivitet
Överviktiga vuxna som följde Viktväktarnas program gick ned mer än dubbelt så mycket i vikt som de som fick läkarhjälp, enligt en studie från 2011.